# Zofia Węgierska

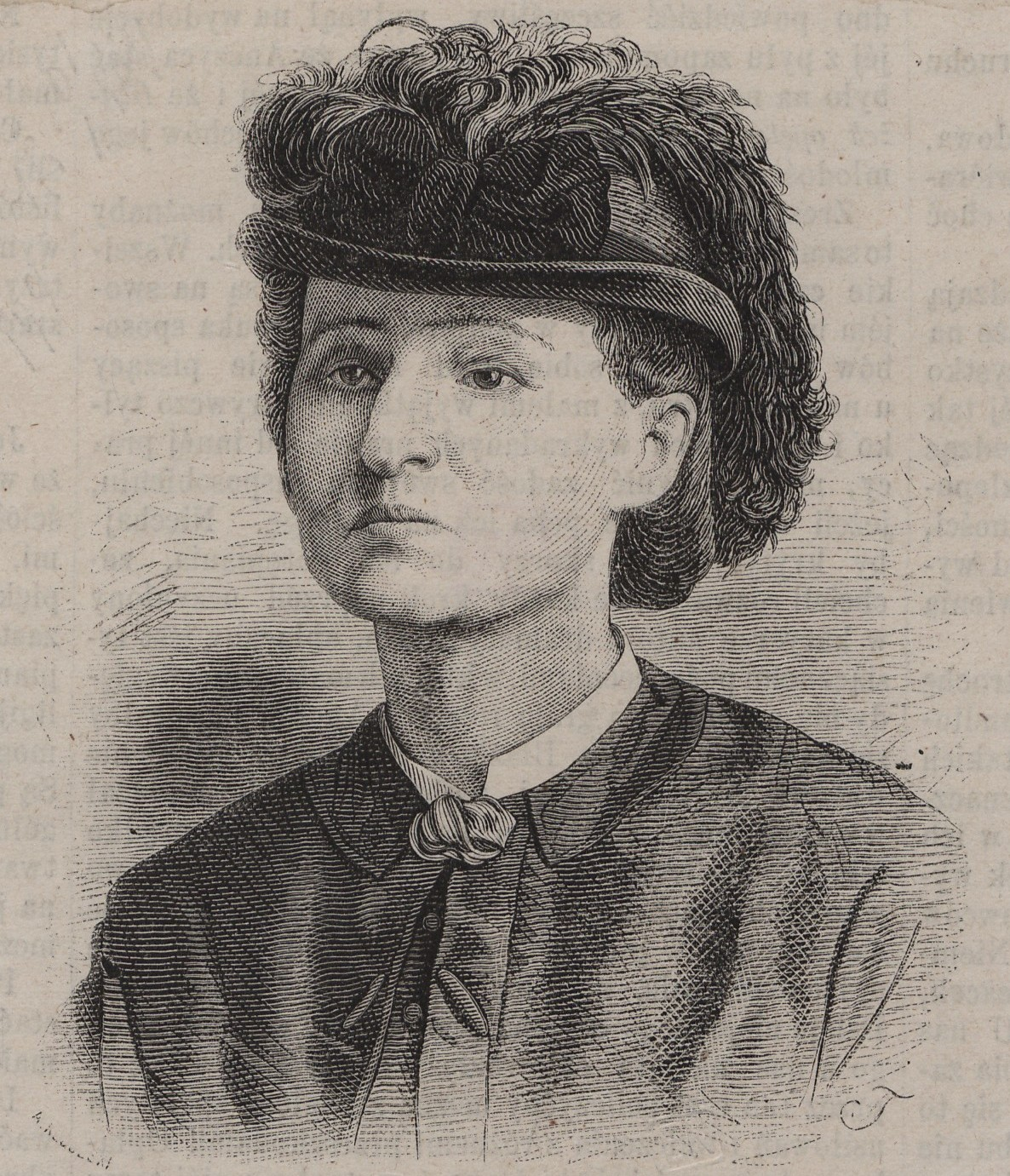
Zofia Węgierska na drzeworycie Aleksandra Regulskiego (1869)

Zofia Węgierska z domu Kamińska, primo voto Mielęcka, secundo voto Węgierska (pseud. Σ, Bronisława Kamińska) (ur. 16 września 1822 w Górkach Borzych, zm. 8 listopada 1869 w Paryżu) – polska felietonistka, pisarka.

## Życiorys
Córka poety Ludwika Kamińskiego i Barbary z Walknowskich. Była związana z warszawskim środowiskiem literacko-artystycznym, skupionym wokół pisma Przegląd Naukowy.
7 listopada 1840 roku wzięła ślub z Edmundem Mielęckim w Korytnicy. Będąc w separacji z mężem, od 1843 roku żyła w wolnym związku z działaczem konspiracyjnym Feliksem Węgierskim. Małżeństwo z Edmundem Mielęckim zostało unieważnione 19 lutego 1848 roku. Ślub z Feliksem Węgierskim miał miejsce 29 października 1848 roku we Wrocławiu.
Co najmniej od 1851 roku mieszkała w Paryżu. Felietony i korespondencje z Paryża publikowała w Bibliotece Warszawskiej. Od roku 1853 pisała je w rubryce Paryskie nowiny w "Bluszczu", także w "Gazecie Codziennej", "Czasie", "Kurierze Wileńskim". Jest również autorką kilku książek skierowanych do dzieci i młodzieży, napisanych pod pseudonimem "Bronisława Kamińska".
Przyjaźniła się z wieloma znaczącymi postaciami polskiej literatury i kultury. Ceniła ją m.in. Narcyza Żmichowska. W 1844 lub 1848 roku poznała Juliusza Słowackiego. Była również bliską przyjaciółką Norwida, niektóre jego opinie zamieszczała nawet w swoich felietonach. W jej salonie w Paryżu bywali także Seweryn Goszczyński, Józef Bohdan Zaleski, Zygmunt Szczęsny Feliński, Józef Ignacy Kraszewski.
Zmarła 8 listopada 1869 roku. Została pochowana na Cmentarzu Montmartre w Paryżu. 25 stycznia 1870 roku jej szczątki zostały przeniesione na cmentarz Montomorency.

## Dzieła
- Obrazy wieku dziecinnego[2], 1851[9]
- Marynka czarownica, 1852[9]
- Legendy historyczne, Poznań, 1852[9][15][16]
- Nowe wiązanie Helenki, 1853[9]
- Podróż malownicza po najciekawszych okolicach ziemi naszej, 1853[9][17]
- Staś i Jadwisia, 1850[2], 1853[9]
- Podróż malownicza po najciekawszych okolicach ziemi naszej, podług Humboldta i innych znakomitych podróżnych i badaczy natury, dla młodzieży płci obojej[2], 1853[18]
- Nowa podróż malownicza, 1860[9]